# Lieksa!
Lieksa! é um filme finlandês dirigido por Markku Pölönen, foi lançado na Finlândia em 14 de dezembro de 2007

## Elenco
- Peter Franzén - Laszlo
- Sanna-Kaisa Palo - Martta
- Samuli Vauramo	- Kasper
- Jenni Banerjee - Lara
- Heikki Kinnunen - Niccolo / Otto
- Tatu Siivonen - Repe
- Tuomas Uusitalo - Hippo
- Toni Wahlström	 - Ventti
- Kaarina Turunen - Hullu-Helena
- Lotta Lehtikari - Veera
- Elina Knihtilä - Roosa
- Emma Piitulainen - Anna
- Puntti Valtonen - Jori
- Ismo Apell - Jali Nappi
- Janne Reinikainen - Lutku

## Premiações
Lieksa! recebeu duas indicações para o "Jussi Awards", nas categorias Melhor designer de figurino e Melhor designer de estúdio.

## Música
O tema musical principal do filme foi "While Your Lips Are Still Red", da banda finlandesa de symphonic metal,Nightwish, o compositor, Tuomas Holopainen, escreveu a música especialmente para o filme, a música é cantada pelo baixista Marco Hietala da banda.
Recentemente, a música foi adicionanda as apresentações ao vivo da banda, o vídeo clipe possui cenas do filme.